# Балхед Лагуна
Балхед Лагуна (англ. Bulkhead Lagoon) — природне, тропічне та стічне озеро в окрузі Коросаль, що в Белізі. Довжина до 2 км, а ширина до 2 км, і розкинуло свої плеса на висоті до 1 метра. Знаходиться на узбережжі Карибського моря, зокрема його затоки-бухти Четумаль.
Довкола озера тропічні мангрові зарослі, а від моря відділяє невеличка піщана смужка (до 20 метрів, від чого озеро зчаста заливає морськими водами під час тайфунів). Найближче поселення Ньюланд (Neuland) — в 11 кілометрах на захід.